# آيت اعلي أو عثمان (آيت لحسن أو يوسف)
آيت اعلي أو عثمان هو دُوَّار يقع بجماعة لقصير، إقليم الحاجب، جهة فاس مكناس في المملكة المغربية. ينتمي الدوّار لمشيخة آيت لحسن أو يوسف التي تضم 11 دوار. يقدر عدد سكانه بـ 927 نسمة حسب الإحصاء الرسمي للسكان والسكنى لسنة 2004.

## وصلات خارجية
- البوابة الوطنية للجماعات الترابية
- المندوبية السامية للتخطيط